# Olsene Sportief
K Olsene Sportief is een Belgische voetbalclub uit Olsene bij Zulte. De club is bij de KBVB aangesloten met stamnummer 2078 en heeft rood en zwart als kleuren.

## Geschiedenis
Olsene Sportief ontstond in 1933 toen Olsene Stormvogels (stamnummer 1672) en FC Zulte Leiezonen (stamnummer 1109) fusioneerden en de nieuwe club Hand in Hand Olsene-Zulte vormden, men koos voor zwart-wit als clubkleuren. De club speelde tussen 1933 en 1939 in Tweede Gewestelijke.
In 1941 kreeg de club de naam Olsene Sportief en werden de clubkleuren rood en zwart, de kleuren van het wapen van Olsene.
De club speelde tussen 1945 en 1957 op het laagste provinciale niveau. Toen werd men kampioen in Derde Provinciale en promoveerde voor één seizoen naar Tweede Provinciale. Een voorlaatste plaats bracht de club meteen weer naar Derde Provinciale.
In 1965 promoveerde Olsene opnieuw naar Tweede Provinciale. Ditmaal duurde het verblijf vijf seizoenen.
De jaren zeventig begonnen erg moeilijk, de club degradeerde in 1975 naar Vierde Provinciale waar drie seizoenen werd gespeeld.
In 1978 begon Olsene aan een opmars, men werd kampioen in Vierde Provinciale en in 1981 mocht rood-zwart naar Tweede Provinciale.
In 1983 werd men kampioen in deze reeks en promoveerde de club voor het eerst naar Eerste Provinciale, een dertiende plaats in 1983-1984 was onvoldoende voor een verlengd verblijf in de hoogste provinciale reeks en Olsene moest twee seizoenen een reeks lager spelen.
In 1986 mocht opnieuw de titel gevierd worden in Tweede Provinciale en begon de club aan de mooiste periode uit zijn geschiedenis. Zes seizoenen werden in Eerste Provinciale doorgebracht, met twee vijfde plaatsen als hoogtepunt. 
In 1992 eindigde de intussen koninklijk geworden club laatste en degradeerde naar Tweede Provinciale, men zou tot 2013 tussen Tweede en Derde Provinciale pendelen, in 2013 degradeerde men naar Vierde Provinciale.
Olsene bracht vier seizoenen in Vierde Provinciale door, in 2017 werd men er kampioen, maar moest één jaar later meteen terug naar de onderste reeks. Via de eindronde kon men in 2019 opnieuw naar Derde Provinciale. Toen het seizoen 2019-2020 werd stilgelegd door de coronacrisis bezette Olsene de dertiende plaats in Derde Provinciale C.